# ATP Valencia

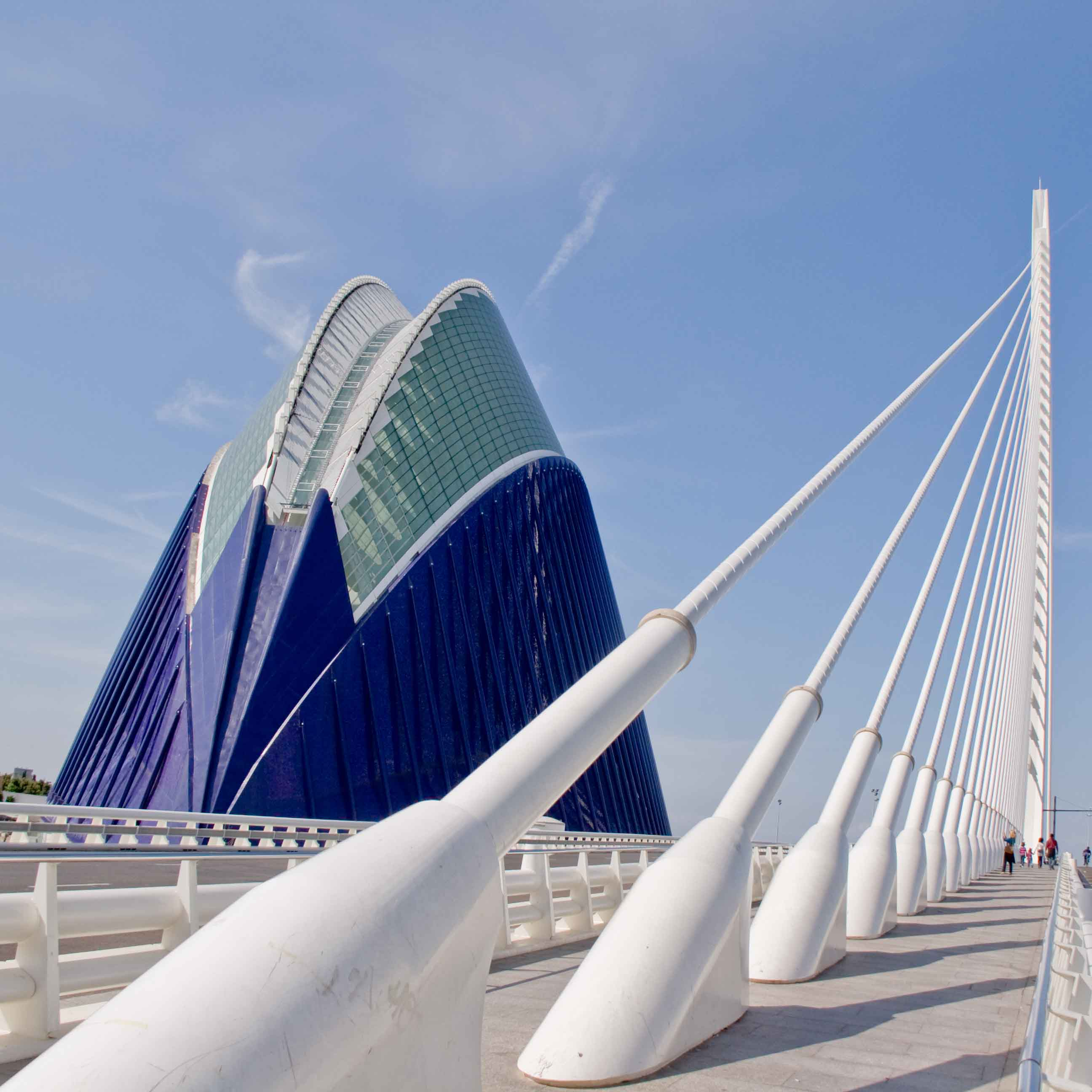
Ágora in der Ciudad de las Artes y de las Ciencias

Das ATP-Turnier von Valencia (offiziell Valencia Open) war ein Herren-Tennisturnier, das von 1995 bis 2015 an verschiedenen Orten in Spanien im Rahmen der ATP Tour ausgetragen wurde, zu Beginn und am Ende in Valencia.

## Geschichte
Das Turnier wechselte im Laufe der Jahre mehrmals den Veranstaltungsort. 1995 wurde einmalig in Valencia gespielt, 1996 und 1997 für zwei Jahre in Marbella. Von 1998 bis 2002 fand das Turnier dann auf Mallorca statt, ehe es 2003 wieder nach Valencia umzog.
Bis 2008 wurde im Frühjahr auf Sandplätzen gespielt. 2009 tauschte das Turnier mit dem Madrid Masters den Termin und Belag, sodass daraufhin bis 2015 im Herbst auf Indoor-Hartplätzen gespielt wurde. Gespielt wurde in der eigens errichteten L’Àgora in der Ciudad de las Artes y de las Ciencias in Valencia. Ab 2009 wurde das Turnier zusätzlich aufgewertet: das Preisgeld wurde angehoben und der Wettbewerb war Teil der ATP Tour 500. 2015 wurde er wieder zur ATP Tour 250 herabgestuft und in diesem Jahr auch letztmals ausgetragen.
Das Turnier war auch organisatorisch von Interesse, da es von einem zum damaligen Zeitpunkt aktiven und einem ehemaligen Spieler, David Ferrer und Juan Carlos Ferrero, veranstaltet wurde. Beide waren jeweils mit 25 % Miteigentümer an den Turnierrechten.
Abgelöst wurde das Turnier 2016 vom Turnier in Antwerpen.

## Siegerliste
David Ferrer konnte sein Heimturnier dreimal gewinnen. Damit ist er der erfolgreichste Spieler in Valencia. Ferrer gewann das Turnier sowohl auf Sand als auch auf Hartplatz. Im Doppel gewannen fünf Spieler das Turnier zweimal.

### Einzel
| Austragungsort | Jahr | Sieger                  | Finalgegner           | Finalergebnis   |
| Valencia       |      |                         |                       |                 |
| -------------- | ---- | ----------------------- | --------------------- | --------------- |
| Valencia       | 2015 | João Sousa              | Roberto Bautista Agut | 3:6, 6:3, 6:4   |
| Valencia       | 2014 | Andy Murray (2)         | Tommy Robredo         | 3:6, 7:67, 7:68 |
| Valencia       | 2013 | Michail Juschny         | David Ferrer          | 6:3, 7:5        |
| Valencia       | 2012 | David Ferrer (3)        | Oleksandr Dolhopolow  | 6:1, 3:6, 6:4   |
| Valencia       | 2011 | Marcel Granollers       | Juan Mónaco           | 6:2, 4:6, 7:63  |
| Valencia       | 2010 | David Ferrer (2)        | Marcel Granollers     | 7:5, 6:3        |
| Valencia       | 2009 | Andy Murray (1)         | Michail Juschny       | 6:3, 6:2        |
| Valencia       | 2008 | David Ferrer (1)        | Nicolás Almagro       | 4:6, 6:2, 7:62  |
| Valencia       | 2007 | Nicolás Almagro (2)     | Potito Starace        | 4:6, 6:2, 6:1   |
| Valencia       | 2006 | Nicolás Almagro (1)     | Gilles Simon          | 6:2, 6:3        |
| Valencia       | 2005 | Igor Andrejew           | David Ferrer          | 3:6, 7:5, 6:3   |
| Valencia       | 2004 | Fernando Verdasco       | Albert Montañés       | 7:65, 6:3       |
| Valencia       | 2003 | Juan Carlos Ferrero (2) | Christophe Rochus     | 6:2, 6:4        |
| Mallorca       | 2002 | Gastón Gaudio           | Jarkko Nieminen       | 6:2, 6:3        |
| Mallorca       | 2001 | Alberto Martín          | Guillermo Coria       | 6:3, 3:6, 6:2   |
| Mallorca       | 2000 | Marat Safin             | Mikael Tillström      | 6:4, 6:3        |
| Mallorca       | 1999 | Juan Carlos Ferrero (1) | Àlex Corretja         | 2:6, 7:5, 6:3   |
| Mallorca       | 1998 | Gustavo Kuerten         | Carlos Moyá           | 6:75, 6:2, 6:3  |
| Marbella       | 1997 | Albert Costa            | Alberto Berasategui   | 6:3, 6:2        |
| Marbella       | 1996 | Marc-Kevin Goellner     | Àlex Corretja         | 7:64, 7:62      |
| Valencia       | 1995 | Sjeng Schalken          | Gilbert Schaller      | 6:4, 6:2        |

### Doppel
| Austragungsort | Jahr | Sieger                                   | Finalgegner                        | Finalergebnis       |
| -------------- | ---- | ---------------------------------------- | ---------------------------------- | ------------------- |
| Valencia       | 2015 | Eric Butorac Scott Lipsky                | Feliciano López Maks Mirny         | 7:64, 6:3           |
| Valencia       | 2014 | Jean-Julien Rojer Horia Tecău            | Kevin Anderson Jérémy Chardy       | 6:4, 6:2            |
| Valencia       | 2013 | Alexander Peya (2) Bruno Soares (2)      | Bob Bryan Mike Bryan               | 7:63, 6:71, [13:11] |
| Valencia       | 2012 | Alexander Peya (1) Bruno Soares (1)      | David Marrero Fernando Verdasco    | 6:3, 6:2            |
| Valencia       | 2011 | Bob Bryan Mike Bryan                     | Eric Butorac Jean-Julien Rojer     | 6:4, 7:69           |
| Valencia       | 2010 | Andy Murray Jamie Murray                 | Mahesh Bhupathi Maks Mirny         | 7:68, 5:7, [10:7]   |
| Valencia       | 2009 | František Čermák Michal Mertiňák         | Marcel Granollers Tommy Robredo    | 6:4, 6:3            |
| Valencia       | 2008 | Máximo González Juan Mónaco              | Travis Parrott Filip Polášek       | 7:5, 7:5            |
| Valencia       | 2007 | Wesley Moodie Todd Perry                 | Yves Allegro Sebastián Prieto      | 7:5, 7:5            |
| Valencia       | 2006 | David Škoch Tomáš Zíb                    | Lukáš Dlouhý Pavel Vízner          | 6:4, 6:3            |
| Valencia       | 2005 | Fernando González Martín Rodríguez (2)   | Lucas Arnold Ker Mariano Hood      | 6:4, 6:4            |
| Valencia       | 2004 | Gastón Etlis Martín Rodríguez (1)        | Feliciano López Marc López         | 7:5, 7:65           |
| Valencia       | 2003 | Lucas Arnold Ker (2) Mariano Hood        | Brian MacPhie Nenad Zimonjić       | 6:1, 6:77, 6:4      |
| Mallorca       | 2002 | Mahesh Bhupathi Leander Paes             | Julian Knowle Michael Kohlmann     | 6:2, 6:4            |
| Mallorca       | 2001 | Donald Johnson Jared Palmer              | Feliciano López Francisco Roig     | 7:5, 6:3            |
| Mallorca       | 2000 | Michaël Llodra Diego Nargiso             | Alberto Martín Fernando Vicente    | 7:62, 7:63          |
| Mallorca       | 1999 | Lucas Arnold Ker (1) Tomás Carbonell (2) | Alberto Berasategui Francisco Roig | 6:1, 6:4            |
| Mallorca       | 1998 | Pablo Albano Daniel Orsanic              | Jiří Novák David Rikl              | 7:69, 6:3           |
| Marbella       | 1997 | Karim Alami Julián Alonso                | Alberto Berasategui Jordi Burillo  | 4:6, 6:3, 6:0       |
| Marbella       | 1996 | Andrew Kratzmann Jack Waite              | Pablo Albano Lucas Arnold Ker      | 6:7, 6:3, 6:4       |
| Valencia       | 1995 | Tomás Carbonell (1) Francisco Roig       | Tom Kempers Jack Waite             | 7:5, 6:3            |